# 千間
千間（せんげん）は、埼玉県春日部市の町丁。現行行政地名は千間一丁目のみ。住居表示未実施地区。郵便番号は344-0024。

## 地理
埼玉県の東部地域で、春日部市の最南端に位置する。越谷市千間台西と隣接する。新方川（千間堀）が北の大枝・大畑との境界（正確には低水路上ではなく右岸堤防上）を流れるため、春日部市内ではあるが、地続きでつながっているのは越谷市のみとなっている。境界線は北側の新方川の河川区域と南側の街路上は直線状でシンプルだが、それ以外はやや錯綜している。新方川には二本の人道橋が架けられている。
地区の全域が第一種中高層住居専用地域に指定された市街化区域に位置している。せんげん台駅周辺の造成時に開発され、区画が整理された街路に住宅が建ち並んでいる。
面積は0.059184 km2で、春日部市の町・字では八木崎町に次いで狭い。

### 地価
住宅地の地価は、1994年（平成6年）の公示地価によれば、千間1丁目65番地2外の地点で26万6,000円/m2となっている。

## 沿革
- 1983年（昭和57年）6月30日 - 前日に千間台土地区画整理事業の換地処分が完了し、大字大枝、大字大畑の各一部から千間一丁目が成立[8]。二丁目以降は設定されていない。
- 2005年（平成17年）10月1日 - 春日部市が北葛飾郡庄和町と合併し、新たな春日部市が発足、同市の町丁となる。
- 2023年（令和5年）3月5日 - 地内の武里第6公園が子育てふれあい公園リニューアル事業に基づきリニューアルが行なわれ、その記念イベントが開催された[9]。イベントは自治会のほか、市長や地元市議会議員も参加している。

## 世帯数と人口
2024年（令和6年）1月1日現在の世帯数と人口は以下の通りである
| 丁目       | 世帯数  | 人口  |
| ---------- | ------- | ----- |
| 千間一丁目 | 317世帯 | 633人 |

## 小・中学校の学区
市立小・中学校に通う場合、学区は以下の通りとなる。
| 丁目       | 番地 | 小学校                 | 中学校                   |
| ---------- | ---- | ---------------------- | ------------------------ |
| 千間一丁目 | 全域 | 春日部市立武里南小学校 | 春日部市立春日部南中学校 |

## 交通
地内に鉄道は敷設されていない。東武鉄道伊勢崎線（東武スカイツリーライン）せんげん台駅が最寄り駅となっている。千間1丁目65番地2外の地点よりおよそ800 m離れている。

### 道路
地内に国道・および主要地方道・一般県道は通っていない。

### バス
地内に路線バスの路線は設定されていない。
春日部市コミュニティバス「春バス」
地区内を縦貫・巡回する路線は設定されていない。

## 施設
地内は住宅地で有り、街区公園以外はいくつかの商店があるのみである。
- 武里第6公園
- 武里第7公園